# Ministère de la Formation et de l’Enseignement professionnels
Le ministère de la Formation et de l’Enseignement professionnels est un ministère algérien chargé de la formation et de l’enseignement professionnels.

## Missions
Le secteur de la formation professionnelle et de l'éducation est un pôle stratégique qui contribue au développement économique et social du pays et il œuvre principalement pour atteindre les objectifs suivants :
- Assurer une main-d'œuvre distinguée par une formation professionnelle qualifiée pour répondre aux besoins du marché du travail par la formation en résidence et la formation par l'apprentissage.
- Assurer une formation complémentaire ou transformatrice au profit des travailleurs et des salariés afin d'améliorer leurs qualifications et de maîtriser en permanence leurs compétences en fonction des exigences du marché du travail et de l'évolution technologique.
- Mettre à disposition des commerçants économiques et sociaux des ressources humaines qualifiées capables de contrôler le poste.
- Développer et améliorer le rendement des institutions économiques par une mise à jour continue des connaissances et des qualifications des travailleurs en fonction de l'évolution des professions.
- Une garantie pour toute personne ayant une formation professionnelle initiale qui la qualifie pour occuper un poste de travail.
- Promouvoir des groupes particuliers de la société afin de les intégrer dans la vie professionnelle.

## Liste des ministres de la Formation et de l’Enseignement professionnels
| Ministre             | Inititulé                                                    | Mandat                               | Gouvernement                   |
| -------------------- | ------------------------------------------------------------ | ------------------------------------ | ------------------------------ |
| Mohamed Amir         | Ministre du Travail et de la Formation professionnelle       | 23 avril 1977 - 8 mars 1979          | Boumédiène IV                  |
| Mouloud Oumeziane    | Ministre du Travail et de la Formation professionnelle       | 8 mars 1979 - 12 janvier 1982        | Abdelghani I Abdelghani II     |
| Mohamed Nabi         | Ministre de la Formation professionnelle                     | 12 janvier 1982 - 22 janvier 1984    | Abdelghani III                 |
| Mohamed Nabi         | Ministre de la Formation professionnelle et du Travail       | 22 janvier 1984 - 18 février 1986    | Brahimi I                      |
| Karim Younes         | Ministre de la Formation et de l’Enseignement professionnels | 24 décembre 1999 - 4 juin 2002       | Benbitour Benflis I Benflis II |
| Mohamed Mebarki      | Ministre de la Formation et de l’Enseignement professionnels | 4 septembre 2012 - 11 septembre 2013 | Sellal I                       |
| Noureddine Bedoui    | Ministre de la Formation et de l’Enseignement professionnels | 11 septembre 2013 - 14 mai 2015      | Sellal II Sellal III           |
| Mohamed Mebarki      | Ministre de la Formation et de l’Enseignement professionnels | 14 mai 2015 - 31 mars 2019           | Sellal IV Tebboune Ouyahia X   |
| Belkheir Dada Moussa | Ministre de la Formation et de l’Enseignement professionnels | 31 mars 2019 - 2 janvier 2020        | Bedoui                         |
| Hoyem Benfreha       | Ministre de la Formation et de l’Enseignement professionnels | 2 janvier 2020 - juillet 2021        | Djerad I, II et III            |
| Yassine Merabi       | Ministre de la Formation et de l’Enseignement professionnels | juillet 2021 - 18 novembre 2024      | Benabderrahmane/Larbaoui       |
| Yacine Oualid        | Ministre de la Formation et de l’Enseignement professionnels | 18 novembre 2024 - en fonction       | Larbaoui II                    |